# Santa Ana (Ecuador)
Santa Ana, auch Santa Ana de Vuelta Larga, ist eine Stadt und ein Municipio in der Provinz Manabí in West-Ecuador. Beim Zensus 2010 betrug die Einwohnerzahl im urbanen Bereich von Santa Ana 9681. Santa Ana ist Verwaltungssitz des gleichnamigen Kantons. Ferner bildet einen Teil des Municipios die Parroquia urbana Santa Ana.

## Lage
Die 61 m hoch gelegene Stadt Santa Ana liegt in der Cordillera Costanera am Ufer des Río Portoviejo. Die Stadt liegt etwa 20 km südsüdöstlich der Provinzhauptstadt Portoviejo.

## Municipio
Das 314,8 km² große Municipio Santa Ana wird aus zwei Parroquias urbanas gebildet: Santa Ana und Lodana. Beim Zensus 2010 lebten 22.298 Einwohner im Municipio.
Das Municipio Santa Ana grenzt im Norden an das Municipio von Portoviejo sowie an die Parroquia Ayacucho, im Osten an die Parroquia La Unión, im Südosten an die Parroquias Olmedo und Bellavista, im Südwesten an die Parroquia Sucre sowie im Westen an das Municipio Jipijapa.

### Santa Ana
Die Parroquia Santa Ana umfasst das ursprüngliche Stadtgebiet von Santa Ana. Sie wurde um das Jahr 1845 gegründet.

### Lodana
Die Parroquia Lodana (⊙) befindet sich 3,6 km nordnordwestlich vom Stadtzentrum von Santa Ana an der Straße nach Portoviejo. Der Río Portoviejo fließt östlich von Lodana nach Norden. Die Parroquia wurde am 1. August 1991 eingerichtet. In der Parroquia Lodana dominiert die Landwirtschaft. Größere Comunidades im Verwaltungsgebiet sind Níspero, Veldaco, Agua Amarga, Las Lomas de las Balsas, Camino Nuevo und San Jacinto.

## Geschichte
1828 wurde die zivilrechtliche Vize-Parroquia Santa Ana gegründet. Im Jahr 1844 leitete José María Urbina, damals Gouverneur von Manabí, die Parroquialisierung von Santa Ana ein. Der Sturz der Regierung von Juan José Flores im März 1845 verzögerte den Prozess. Letztendlich wurde Santa Ana zu einer Parroquia. Am 23. April 1884 wurde der Kanton Santa Ana gegründet und die Stadt dessen Verwaltungssitz.

## Söhne und Töchter
- Vicente Horacio Saeteros Sierra (* 1968), römisch-katholischer Geistlicher, Bischof von Machala